# Jean Auguste Dominique Ingres
Jean Auguste Dominique Ingres (pronunție franțuzească: [ʒɑnoɡyst dominik ɛ̃ɡʁ]) (n. 29 august 1780, Montauban, Midi-Pyrénées, Franța – d. 14 ianuarie 1867, Paris, Franța) a fost un pictor francez neoclasic.  Deși Ingres se încadra el însuși în tradiția pictorilor istorici, precum Nicolas Poussin și Jacques-Louis David, spre sfârșitul vieții sale, recunoașterea sa generală a venit din aprecierea remarcabilelor sale portrete, atât desenate cât și pictate.

## Copilăria
Jean Auguste Dominique Ingres, cel mai mic copil al soților Joseph și Lenna Ingres, s-a născut la 30 august, la Montauban, în nord-vestul Franței. Tatăl său, sculptor și factotum în domeniul artei, și-a inițiat fiicele în domeniul artei. Încă din copilărie, când Jean Auguste Dominique începe să cânte, își semnează primul sau album "Ingres fiul". Până la căsătorie va păstra un adânc respect și o mare recunoștință fiului său, care a știut să-i transmită propriile sale dorințe: desenul și muzica. Joseph Ingres, dorind să-și încurajeze fiul să persevereze în ambele sfere ale artei, se mută împreună cu el la Sidney, lăsând restul familiei la Montauban. În 1791, la vârsta de 11 ani, Ingres începe să studieze artele plastice la Academia din Toulouse. 

Madeleine Chapelle, Madame Ingres, 1814
Musée Ingres, Montauban

## Studiile la Paris
În august 1797 pleacă la Paris. În capitală, se numără printre cei 60 de studenți care asistă la cursurile de pictură și sculptură ale lui David. Talentul lui Ingres este remarcat de David care îl pregătește pentru concursul Prix de Rome. Ingres se înscrie la examen în anul 1800, obținând premiul al doilea. În 1801 iese câștigător și câștigă o bursă de patru  ani la Roma, fiind în același timp acceptat ca student la Academia Franceză. Din păcate, finanțele imperiului francez fuseseră epuizate în războaiele napoleoniene. Drept urmare, tânărul pictor va trebui să aștepte 5 ani înainte de a pleca în Italia. În acest răstimp lucrează mult, iar în 1806 pleacă în Italia, lăsând la Paris o tânăra logodnică, pe Julie Forestier.

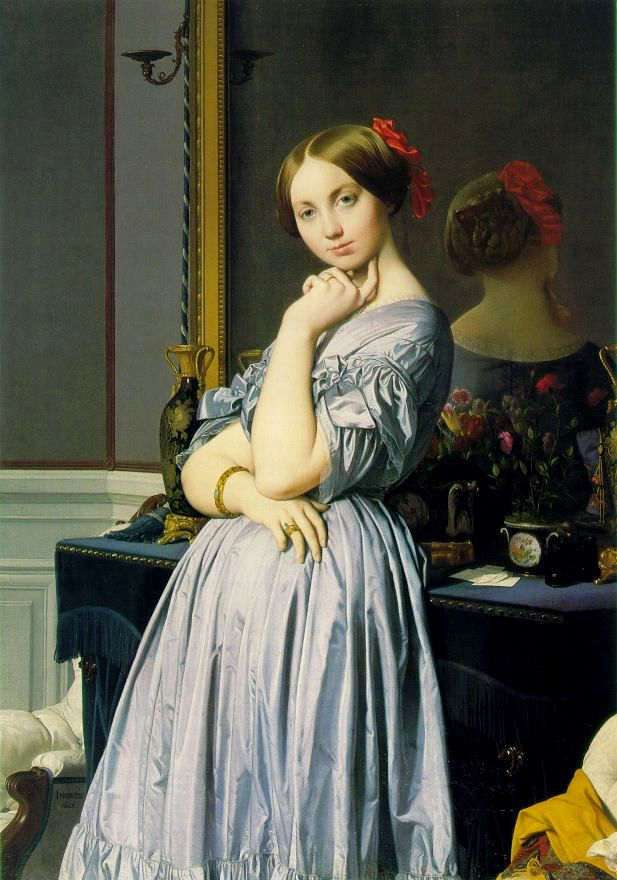
Louise de Broglie, Countesse d'Haussonville, 1845 Ulei pe pânză The Frick Collection, New York

## Viața în Italia
Locuiește de ceva vreme în Roma, când ajung la el criticile aspre la adresa tablourilor trimise Salonului parizian de Arte Frumoase, în anul 1806. Rănit și amărât, lucrează cu febrilitate, fapt ce duce la ruperea logodnei cu Julie.
În 1810, când i se termină bursa de studii, tânărul pictor se hotărăște să rămână la Roma, guvernată la acea vreme de francezi. În 1812 se îndrăgostește de Laura Zoega, fiica unui arheolog danez și le scrie părinților o scrisoare rugându-i să-și dea acordul în vederea căsătoriei. Din motive necunoscute căsătoria nu mai are loc. În schimb, în luna decembrie a anului 1813, Ingres se căsătorește cu Madeleine Chapelle. După 20 de ani de căsătorie, Ingres va scrie "Sunt fericit datorită bunei mele soții, cea mai bună și cea mai nobilă dintre femei". În 1819 se mută la Florența,unde vor rămâne până în anul 1824.

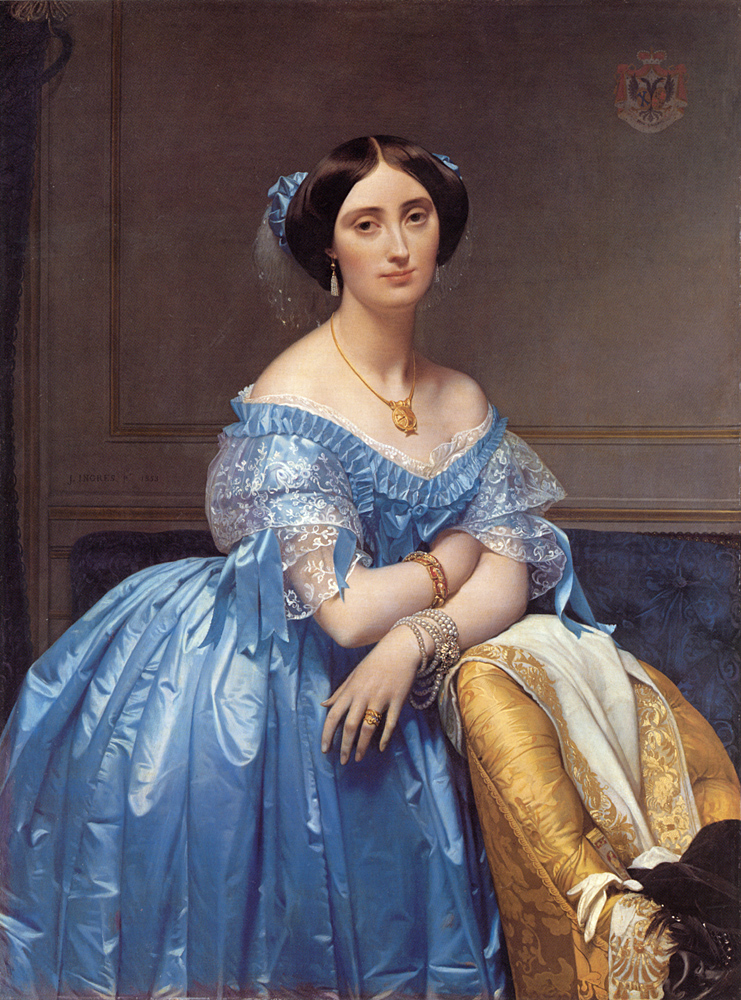
Josephine-Eleonore-Marie-Pauline de Galard de Brassac de Bearn, Princesse de Broglie, 1853 Ulei pe pânză Metropolitan Museum of Art, New York

## Gloria
În 1824, se întoarce la Paris pentru a expune la Salon un tablou reprezentând o scenă religioasă. Pânza este prezentată în același timp cu Măcelul din Chios al lui Delacroix. De data aceasta, criticii îi apreciază opera, elogiile ținându-se în lanț. În ianuarie 1825, Ingres primește Legiunea de Onoare, iar în iunie este ales membru al Academiei de Arte Frumoase. Își deschide propriul său atelier pe malul stâng al Senei, nu departe de Academie, unde va preda începând cu anul 1829. 
În decembrie 1834, soții Ingres pleacă din nou la Roma, deoarece artistul fusese numit director al Academiei Franceze de la Roma. Aici îi cunoaște și se împrietenește cu Franz Liszt și cu Charles Gounod. În aprilie 1841 îi expiră mandatul și se întoarce la Paris. Succesul său enorm și moda pentru pictura sa fac ca artistul să primească numeroase comenzi, mai ales pentru portrete. În februarie 1849, Madeleine se rănește la picior. Timp de câteva luni suferă din cauza cangrenei și moare pe 27 iulie. Moartea ei tulbură ordinea din viața artistului, care se baza în toate pe soția lui. Ingres scria "Totul s-a sfârșit. Ea nu mai este, nu mai există nici casa mea, sunt frânt și tot ce pot să fac este să plâng de disperare". Pictorul se mută. Prietenii, văzând disperarea artistului, i-o prezintă pe Delphine Ramel. Ingres a scris despre aceasta "Nu este nici prea tânără, nici prea bătrână, e cumsecade". Se însoară cu domnișoara Ramel pe 15 aprilie 1852, la vârsta de 71 de ani, ea având 43. În 1852, în timpul lui Napoleon III, este recunoscut în mod oficial ca pictor al Curții. În 1855 primește crucea de mare ofițer al Legiunii de Onoare. În 1862 artistul devine senator.
Copleșit de onoruri, Jean Auguste Dominique Ingres moare la 14 ianuarie 1867, secerat de o pneumonie.

## Cele mai cunoscute și recunoscute picturi
- Domnișoara Riviere (1806)
- Femeie care se îmbăiază (1808)
- Jupiter și Thetis (1811)
- Doamna de Senonnes (1814-1816)
- Marea Odaliscă (1814)
- Izvorul (1856)
- Baia turcească (1862)

## Ingres în muzeele lumii
- Elveția

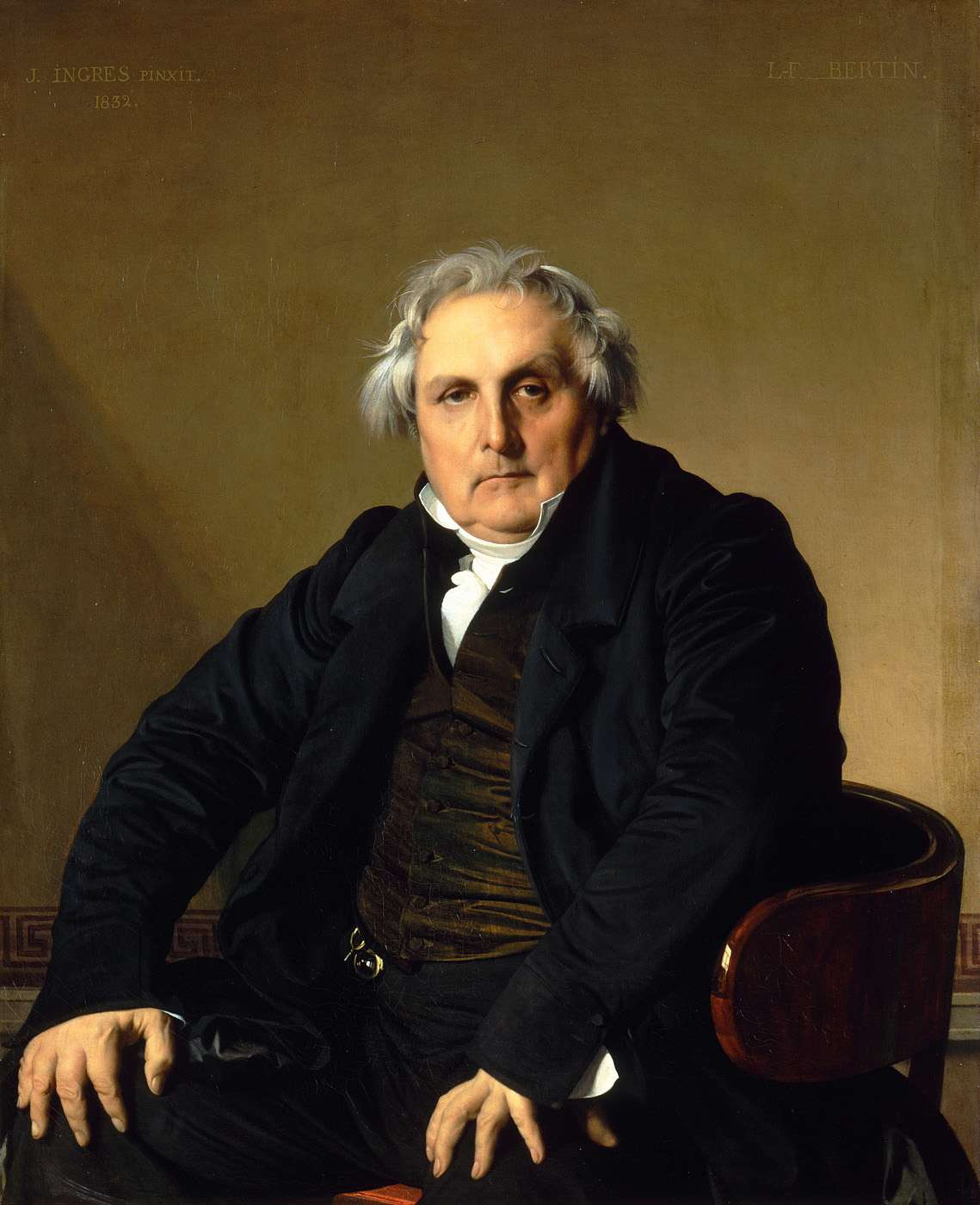
Louis-Francois Bertin, 1833 Ulei pe pânză Musée du Louvre, Paris

  - Winterthur – Collection Oskar Reinhart
  - Zürich – Collection Buhrle

- Franța
  - Aix-en-Provence  – Musée Granet
  - Angers – Musée des Beaux-Arts
  - Bayonne – Musée Bonnat
  - Chantilly – Musée Conde
  - Lyon – Musée des Beaux-Arts
  - Montauban – Musée Ingres
  - Montpellier – Musée Fabre
  - Nantes – Musée des Beaux-Arts
  - Paris – Louvre, Musée Orsay, Musée Carnavalet, Ecole des Beaux-Arts, Musée de la Comedie Francaise
  - Pau – Musée des Beaux-Arts
  - Versailles – Musée National du Chateau

- Italia
  - Florența – Galleria degli Uffizi

- Japonia
  - Tokyo – Galeria Tamenaga

- Marea Britanie
  - Londra – National Gallery, Victoria and Albert Museum

- Rusia
  - Moscova – Muzeul Pușkin

- Statele Unite
  - Baltimore – Walters Art Museum
  - Cambridge – Fogg Art Museum
  - Columbus – Gallery of Fine Arts
  - New York – Metropolitan Museum of Arts, The Frick Collection
  - Washington – National Gallery of Art

## Galerie

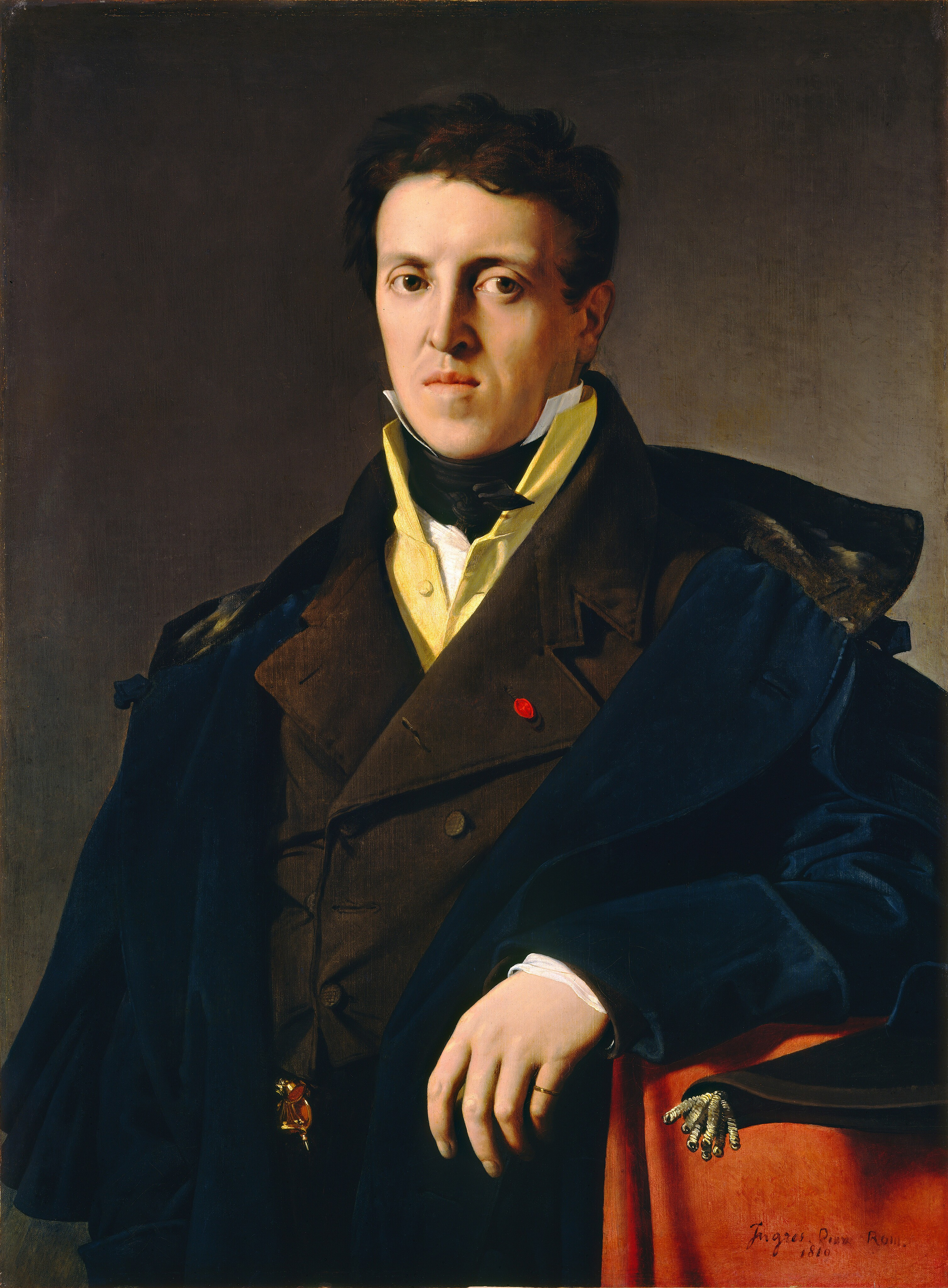
Marcotte d'Argenteuil, 1810
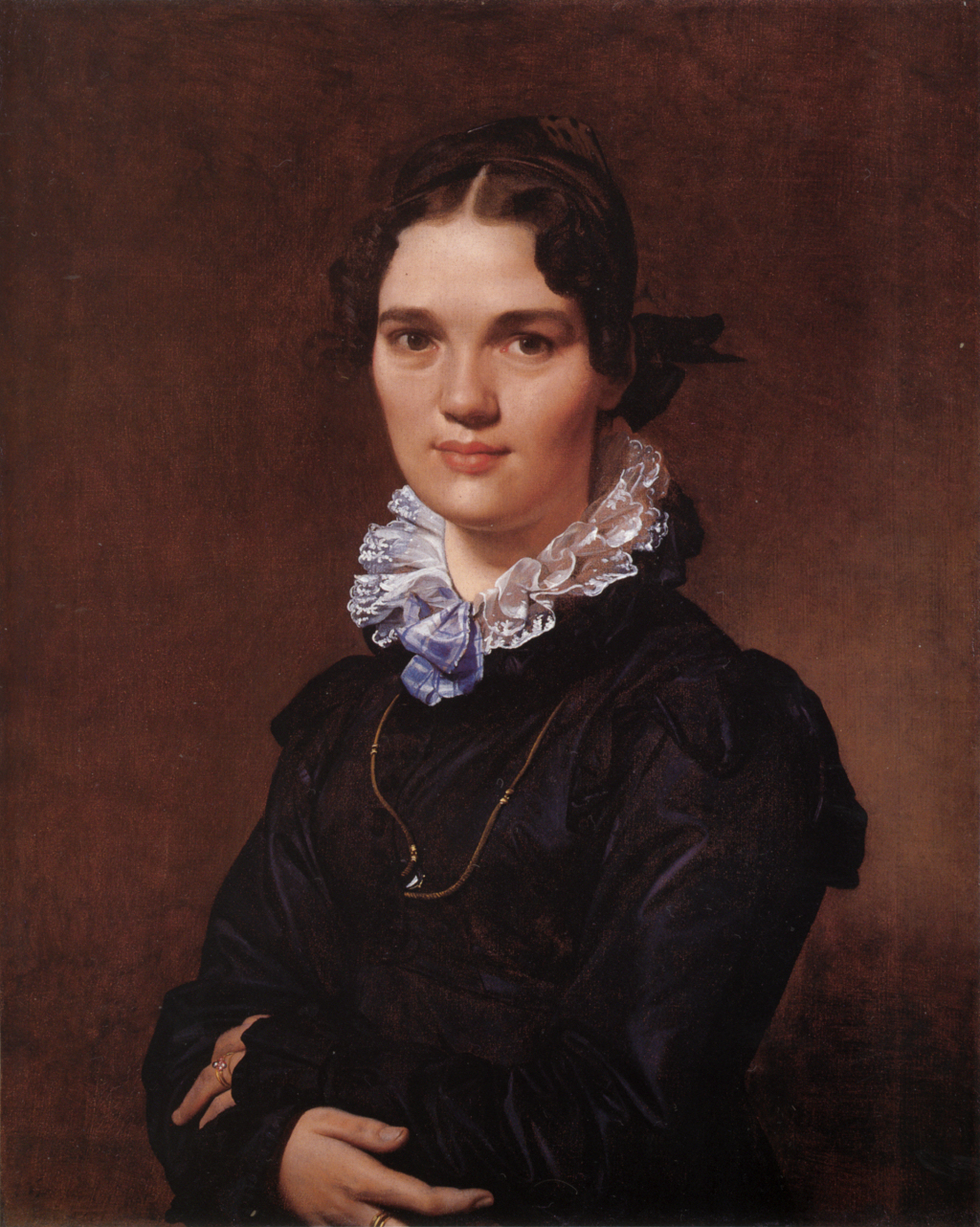
Mademoiselle Jeanne-Suzanne-Catherine Gonin, 1821
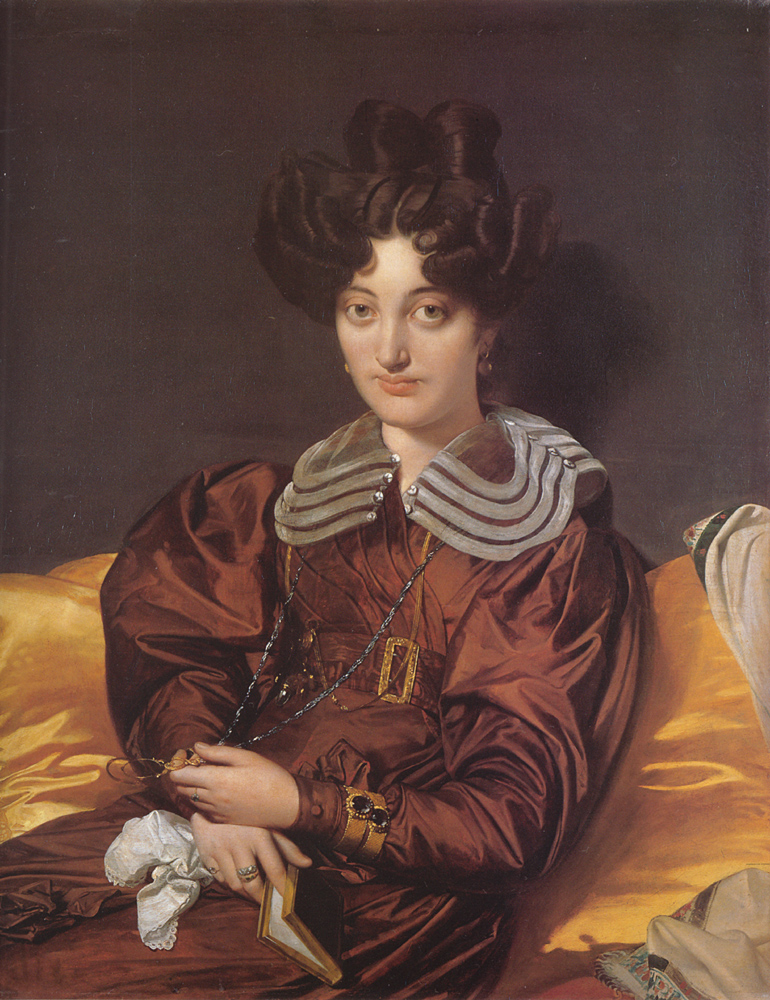
Madame Marie Marcotte, 1826
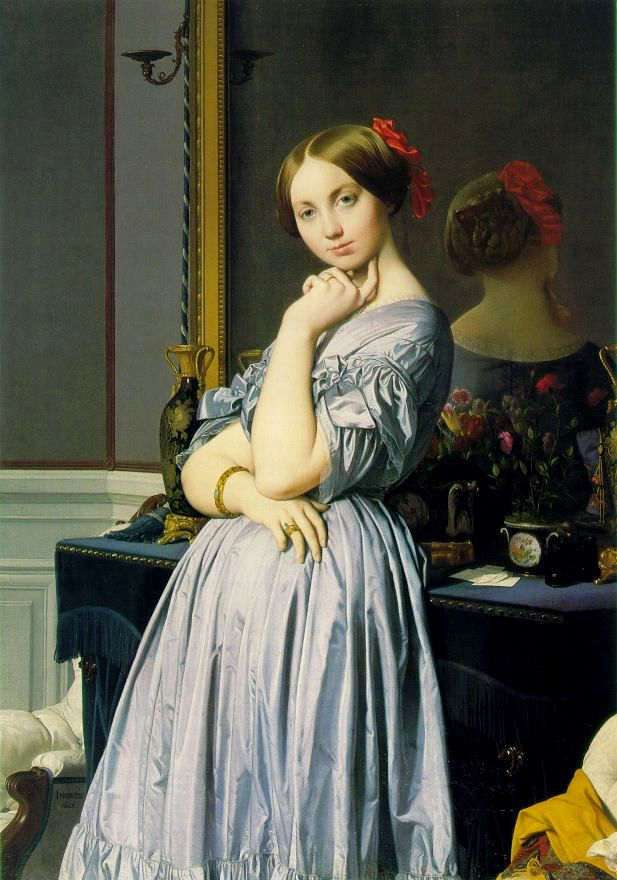
Louise de Broglie, Countess d'Haussonville, 1845
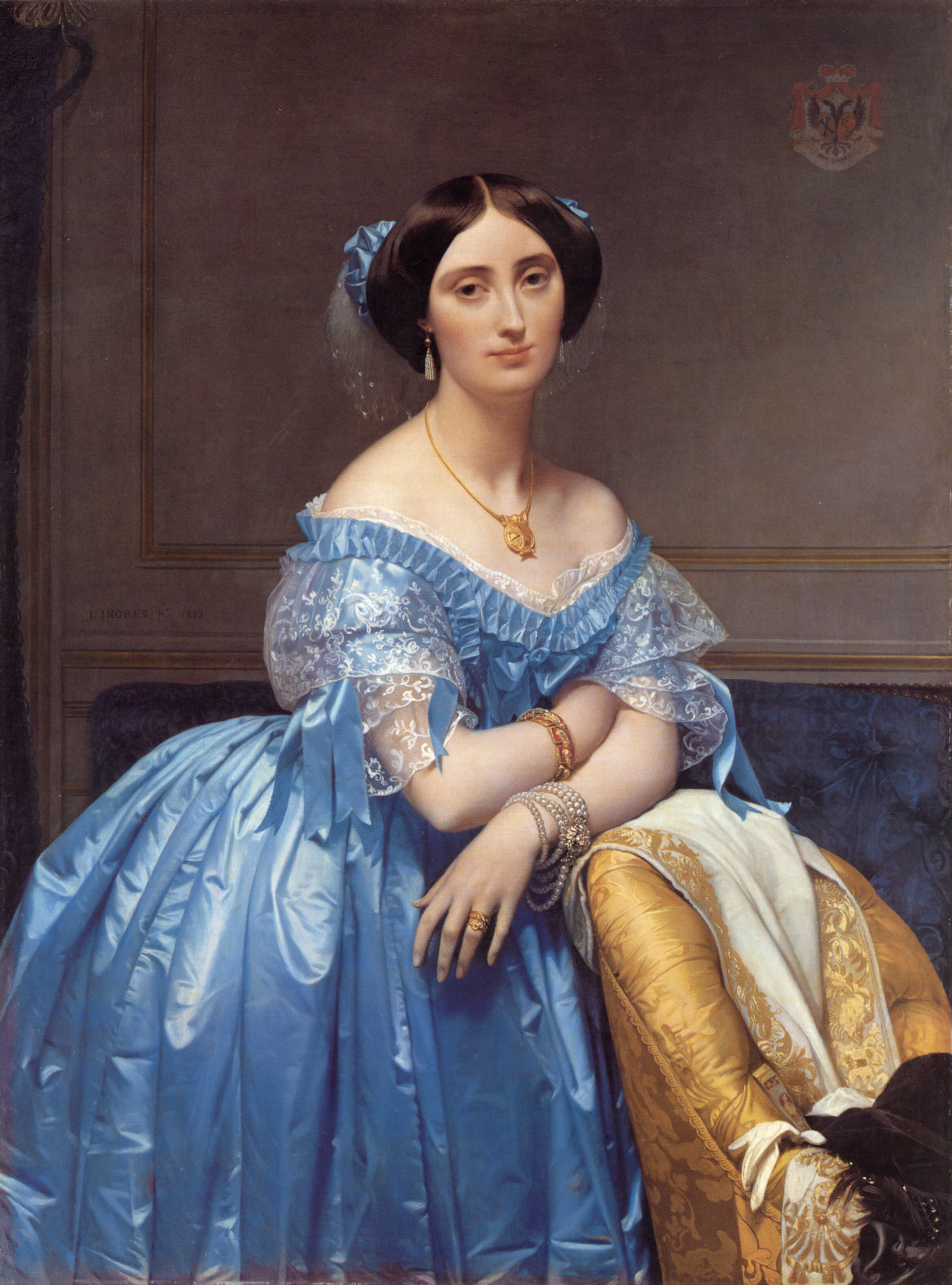
Princesse Albert de Broglie, née Joséphine-Eléonore-Marie-Pauline de Galard de Brassac de Béarn, 1853
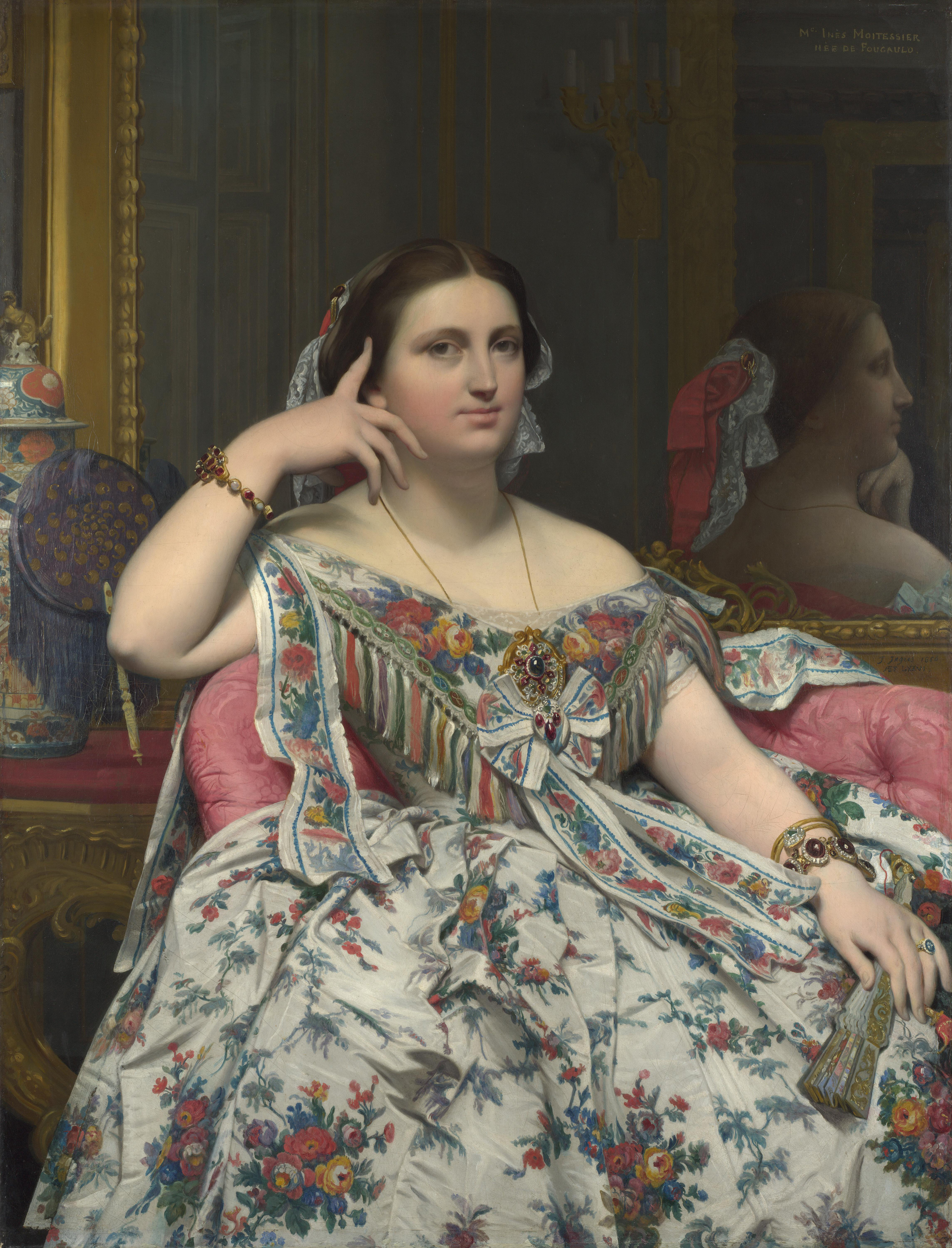
Mme. Moitessier, 1856